# Phlyaria heritsia
Phlyaria heritsia är en fjärilsart som beskrevs av William Chapman Hewitson 1876. Phlyaria heritsia ingår i släktet Phlyaria och familjen juvelvingar. Inga underarter finns listade i Catalogue of Life.